# فرنسيس كيلي
فرنسيس كيلي هو سياسي كندي، ولد في مايو 1803، وتوفي في 19 أبريل 1879.